# Ria Kuyken
Ria Kuyken, geboortenaam Maria Francisca Theresia Kuiken (Haarlem, 19 augustus 1934 - Amstelveen, 29 januari 2001), was een Nederlands zangeres, textielkunstenaar en persvoorlichtster. Ze kreeg de bijnaam Het meisje van de beer na een aanval van een beer in een circus.

## Biografie
Kuyken zong aanvankelijk voor het dansorkest van de Nederlandse luchtmacht. Vanaf 1955 maakte ze een korte periode deel uit van het ABC-cabaret van Wim Kan. Ze zong Nederlandstalige liedjes in een eigen programma en ze werkte mee aan hoorspelen en televisieprogramma's. In Duitsland zong ze voor Amerikaanse soldaten; hier kreeg ze na de negende keer ontslag omdat ze ook verzoeknummers van zwarte soldaten zong.

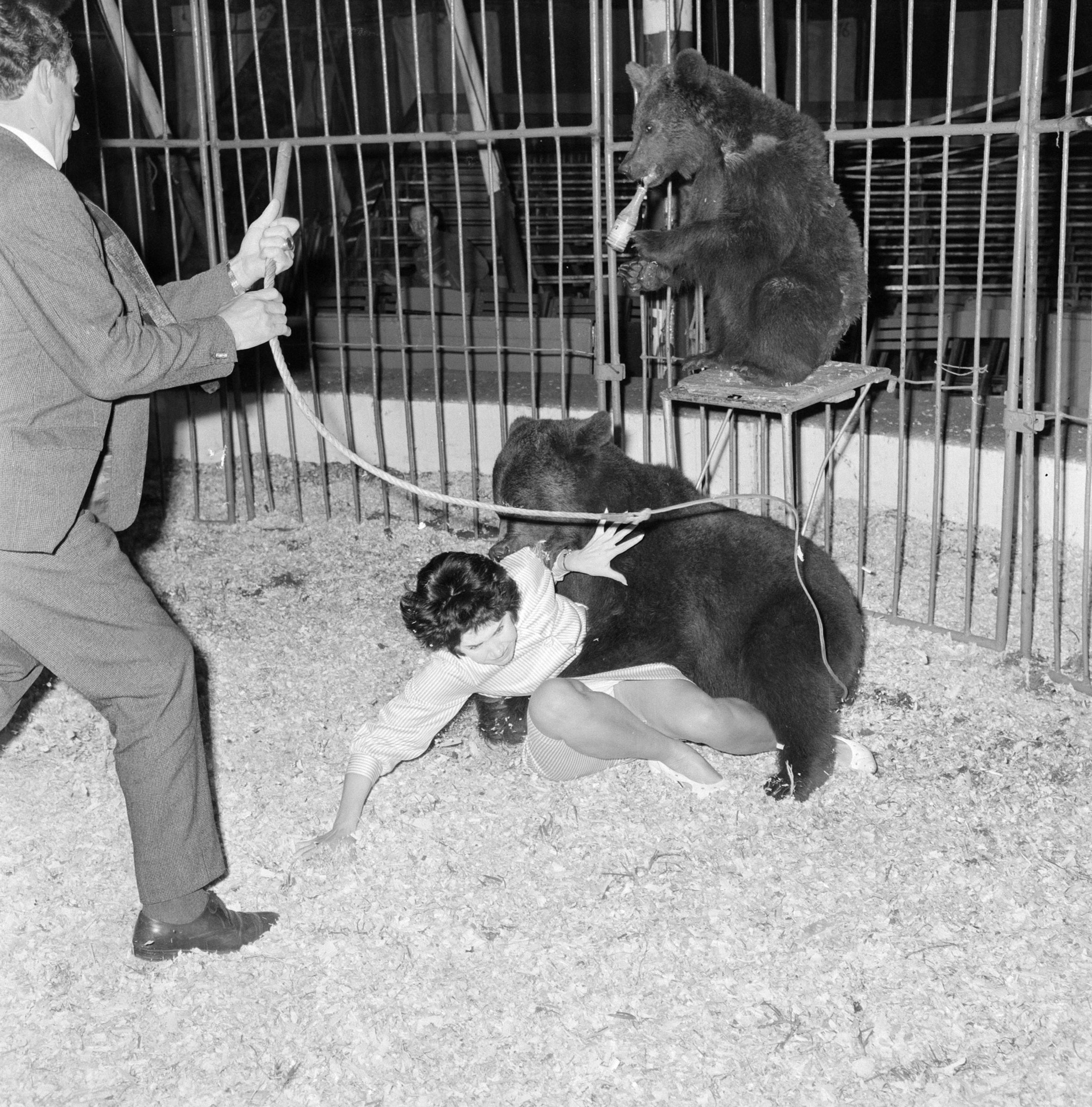
De aanval in 1962 door een beer

Als perschef voor Circus Boltini bracht ze op zaterdagavond 19 mei 1962 tussen twee voorstellingen door een bezoek aan een berenkooi. Ze werd hierbij begeleid door circusdirecteur Toni Boltini en dompteur Bubby Althoff. De bedoeling was om kennis te maken met de beren waar ze een act mee zou doen in Amsterdam tijdens het Grand Gala des Artistes. In de kooi werd ze besprongen door een vijfjarige beer; aan de beet in haar arm hield ze haar leven lang een litteken over. De beer werd hierna afgemaakt. De foto die persfotograaf Cees de Boer van het voorval maakte werd bekroond met Zilveren Camera en de World Press Photo van het jaar in de categorie Nieuws.
Ze overleefde de aanval, maar had hierna wel een langdurige herstelperiode waarvoor ze haar carrière moest onderbreken. De bekendheid die het haar opleverde betekende echter ook een wending in haar carrière. Ze was een bekend zangeres geworden en werd in binnen- en buitenland gevraagd om op te treden, waarbij tijdens shows geregeld mensen in berenpakken werden opgevoerd. Het voorval leverde haar de rest van haar leven de bijnaam Het meisje van de beer op.
Voor de promotie van Nederland in het buitenland reisde ze tot 1972 de wereld over met haar eigen Happy Holland Show. Hierna werkte ze nog als perschef voor de circussen van Bassie en Adriaan en Circus Holiday.
Hiernaast was ze beeldend kunstenaar. Ze maakte wanddecoraties uit gedragen theaterkleding met bont, brokaat, kant en parels. Ook maakte ze pierrot- en clownpoppen, waaronder uitbeeldingen van Grock (1880-1959), Charlie Rivel (1896-1983) en Lou Jacobs (1903-1992). In 1982 exposeerde ze haar werk met andere kunstenaars in 't Spant in Bussum.
Het Circus Museum, een project dat verantwoordelijk is voor bijzondere theatercollecties, beheert een digitaal archief van stukken die van Kuyken zijn geweest. Het archief bestaat uit artikelen, recensies en foto's over haar loopbaan.
- MusicBrainz: d4499f2e-7f86-48a1-9254-c0cf42860493